# Stella Kunkat
Stella Kunkat (* 29. Dezember 1998) ist eine deutsche Schauspielerin.

## Leben
Kunkat besuchte die Evangelische Montessori-Schule in Berlin-Mitte. Sie sang im Kinderchor der Komischen Oper Berlin und wurde dort entdeckt, als sie 2005 an einer Aufführung von Madame Butterfly mitwirkte. Ihre erste Filmrolle hatte sie im Jahr 2007 im Alter von acht Jahren als Kinderdarstellerin im Film Die Flucht, in dem sie die Tochter der von Maria Furtwängler dargestellten Protagonistin spielte. Im Fernsehfilm Romy stellte sie die sechs Jahre alte Romy Schneider dar.
Am 17. Februar 2011 kam der erste Kinofilm mit Kunkat in die deutschen Kinos. In dem Film Dschungelkind nach dem gleichnamigen Buch von Sabine Kuegler spielte sie die junge Sabine Kuegler. Im März 2012 wurde sie dafür bei den Young Artist Awards 2012 in der Kategorie „Beste Darstellung in einem internationalen Spielfilm“ nominiert. In dem Film Das Tagebuch der Anne Frank, der am 3. März 2016 in die Kinos kam, spielt sie Anne Franks ältere Schwester Margot Frank.

## Filmografie
- 2007: Die Flucht (Fernsehfilm)
- 2008: Tatort – Der glückliche Tod (Fernsehreihe)
- 2009: Romy
- 2009: Kinder des Sturms
- 2009: Tatort – Altlasten (Fernsehreihe)
- 2010: Die Zeit der Kraniche (Fernsehfilm)
- 2011: Dschungelkind
- 2012: Die letzte Fahrt (Fernsehfilm)
- 2014: Keine Zeit für Träume
- 2015: SOKO Wismar – Der Fall Königsberg (Fernsehserie, Episodenrolle)
- 2016: Das Tagebuch der Anne Frank